# Syngramma lobbiana
Syngramma lobbiana är en kantbräkenväxtart som först beskrevs av William Jackson Hooker, och fick sitt nu gällande namn av John Smith. Syngramma lobbiana ingår i släktet Syngramma och familjen Pteridaceae. Inga underarter finns listade.